# Humberto Soto
Armando Humberto Soto Ochoa (Los Mochis, Sinaloa; 11 de mayo de 1980), conocido como Humberto La Zorrita Soto, es un boxeador mexicano. Es conocido por su estilo de boxeo poco ortodoxo, que se conoce como un hombre Giamby por el boxeo gerente de Rod Steward, Humberto Soto es primo del también boxeador ex-campeón mundial de boxeo de Peso Ligero del CMB, Antonio DeMarco.

## Carrera profesional
Soto hizo su debut profesional a la edad de 17 y acumuló un récord de 36-5-2, que incluyó una racha de 14 peleas invicto, antes de enfrentar el reto de su primera pelea por un título importante. El 20 de agosto de 2005, Soto ganó el título interino peso pluma del CMB superando al estadounidense Rocky Juárez, en una pelea que él aceptó con tan solo dos semanas de antelación. 
El 17 de enero de 2006, Soto defendió su título interino al noquear al colombiano Oscar León en el noveno episodio. Soto dejó vacante su título pluma interino y derrotó a Ivan Valle en una pelea eliminatoria del título del CMB superpluma. 
El 22 de enero de 2007, Soto derrotó a Humberto Toledo (30-2-2) por nocaut en el tercer round. En su próximo combate, derrotó a Bobby Pacquiao por nocaut en el séptimo episodio. 
El 17 de noviembre de 2007, Soto peleó contra el campeón Superpluma OMB, Joan Guzmán, pero perdió el combate por decisión unánime. 
El 28 de junio de 2008, Soto se enfrentó a Francisco Lorenzo (33-4, 14 KOs) por el título vacante de peso pluma del CMB. Soto tiró dos veces a Lorenzo en el cuarto round con una andanada de puñetazos. Sin embargo, después de varios minutos de consultas con funcionarios en el ringside, el réferi Joe Cortez descalificó a Soto por supuestos golpes de pastoreo a Lorenzo. la decisión de Cortez fue ampliamente criticada y obligó al CMB a intentar rectifica la mala decisión del réferi y se negó a adjudicarle el título a Lorenzo. 
El presidente del CMB, José Sulaimán, condenó la decisión como una injusticia "grave" y una de las más grandes que había visto en mucho tiempo. Sulaiman también anunció que la junta de directores del CMB votará sobre la posibilidad de declarar a Soto ganador del combate por nócaut o al menos declarar la batalla como no contest. Lorenzo, por lo tanto, no se presentó para recibir el cinturón verde del CMB como su campeón, ya que, el organismo optó por ignorar el veredicto oficial declarando el título vacante. Sulaiman dijo que no estaba tratando de hacer caso omiso de la decisión, pero: "Aunque respetamos la autoridad de la Comisión (de Nevada) para una decisión de la pelea, somos los únicos que tienen la autoridad para decidir sobre la decisión relativa a la título mundial del CMB.

## Título Mundial interino Peso Pluma
El 11 de octubre de 2008, Soto derrotó a Gamaliel Díaz para ganar el título CMB interino peso Pluma por nocaut técnico a cabo. Soto a Díaz golpeó en la primera vuelta y lo dominaba todo el combate. Díaz se dedujo dos puntos para la celebración de su rincón excesiva y se negó a enviar a la undécima.

## Título Mundial Peso Superpluma
El 20 de diciembre de 2008, Soto capturó el título vacante del CMB peso súperpluma con una decisión unánime en 12 asaltos sobre Francisco Lorenzo en una revancha de su combate polémico. Lorenzo fue advertido en repetidas ocasiones bajo los golpes y cabezazo en toda la pelea. Lorenzo se dedujo un punto en la 7 ª ronda de cabezazo y otra en el octavo para la celebración excesiva. Las puntuaciones finales fueron 117-109 de dos de los jueces y 118-108 en la otra tarjeta a favor de Soto. 
En 2009, Soto defendió con éxito su título de peso Superpluma del CMB peso 3 veces. El 12 de diciembre de 2009, Soto pasó a la división de peso ligero y derrotó al ex dos veces campeón de Jesús Chávez por una ronda de 10 por decisión unánime. 

## Tercer título Mundial Peso Ligero
El 13 de marzo de 2010, Soto se adjudicó el título del CMB peso ligero al derrotar a David Díaz. Díaz cayó en la apertura y las rondas finales en ruta a una victoria por decisión unánime.
El 15 de mayo de 2010, Soto hizo su primera defensa del título contra Ricardo Domínguez. Soto ganó la pelea por decisión unánime en 12 asaltos con los jueces de puntuación de la lucha, 118-110 en dos de las tarjetas y 117-112 en la otra para Soto.
El 4 de diciembre de 2010, Soto defendió exitosamente por segunda vez su título ante Urbano Antillón, a quien venció por decisión unánime. Los puntajes de las tarjetas fueron 115-112 y dos veces 114-113.

## Peso Super Ligero o Wélter Jr.
El 23 de junio de 2012 se enfrentó con Lucas Mathysse por el Título Vacante Continental de América de Peso Wélter Junior del Consejo Mundial de Boxeo, siendo derrotado por no salir después del quinto round, donde mathysse tumbo a soto de manera escandaloza, soto se levantó noqueado pero el round había terminado y soto apenas se pudo levantar para llegar con apuros a su esquina.

## Títulos Mundiales
- Campeón mundial interino de peso pluma del CMB
- Campeón mundial de peso superpluma del CMB
- Campeón mundial de peso ligero del CMB

- Campeón mundial de peso superligero FIB

Títulos Internacionales
- Campeón de peso pluma de la NABA
- Campeón FECARBOX de peso pluma del CMB
- Campeón mundial juvenil de peso pluma del CMB
- Campeón mundial juvenil de peso superpluma del CMB
- Campeón mundo hispano de peso pluma del CMB
- Campeón FEDECENTRO de peso supergallo de la AMB
- Campeón de peso superpluma de la NABA
- Campeón FECARBOX de peso ligero del CMB
- Campeón de peso superligero (Campeón Mundial FIB)